# Пења Побре (Порторико)
Пења Побре (шп. Peña Pobre) град је у америчкој острвској територији Порторико, острвској држави Кариба.

## Демографија
По попису из 2010. године број становника је 991, што је 33 (-3,2%) становника мање него 2000. године.
| Група             | 2000.         | 2010.       |
| Белци             | 1 (0,1%)      | 9 (0,9%)    |
| Афроамериканци    | 62 (6,1%)     | 109 (11,0%) |
| Азијати           | 1 (0,1%)      | 0 (0,0%)    |
| Хиспаноамериканци | 1.016 (99,2%) | 981 (99,0%) |
| Укупно            | 1.024         | 991         |